# التهاب العضل
التهاب العضل (بالإنجليزية: Myositis)‏ هو مصطلح عام لالتهاب العضلات. الكثير من هذه الحالات تعتبر ناجمة عن المناعة الذاتية وليس كنتيجة مباشرة للإصابة (على الرغم من أن المناعة الذاتية يمكن تفعيلها بسبب العدوى.).

## وصلات خارجية
- جمعية التهاب العضل
- المكتبة الوطنية للطب
- التهاب المفاصل.أورغ
- مركز جونز هوبكنز لالتهاب العضل